# Mark Volman
Mark Volman (* 19. dubna 1947, Los Angeles Kalifornie, USA) je americký zpěvák, nejvíce známý jako člen skupiny The Turtles. V 70. letech byl členem skupiny Flo & Eddie pod jménem „Flo“. Byl také členem skupiny The Mothers of Invention.